# PageStream
PageStream è un'applicazione proprietaria di tipo professionale per il desktop publishing (DTP). Nata sull'Atari ST nel 1986, è divenuta disponibile per i sistemi operativi Amiga OS (nelle versioni Classic 68k e PPC), MorphOS, GNU/Linux, Unix, macOS e Windows.

## Storia
L'applicazione, sviluppata tra gli altri da Deron Kazmaier, è una tra i più vecchi software di DTP. Nasce infatti nel 1986 per Atari ST con il nome Publishing Partner per il marchio Softlogik Publishing Corp. Nel 1989 viene effettuato il porting per i sistemi Amiga con l'attuale nome, mentre nel 1996 approda all'ambiente Mac. Nel frattempo lo sviluppo passa quindi alla Grasshopper LLC, casa editrice statunitense, attuale proprietaria dell'applicativo. Dalla versione 4.0, lanciata nel 1999, è disponibile per Windows e dal 2004 per GNU/Linux.

## Applicazioni
Campi di applicazione prevedono la produzione di libri, monografie, newsletters, quotidiani e presentazioni in PDF, come la realizzazione di materiali aziendali, dépliant, volantini, locandine, piccoli poster ed altri documenti che richiedono un lay-out flessibile.

## Caratteristiche
Il software è caratterizzato da una gestione tipografica degli elementi particolarmente precisa (con il posizionamento fino al millesimo di punto tipografico e rotazioni degli elementi fino al millesimo di grado), la gestione curata dei processi cromatici, la gestione della struttura a livelli e soprattutto l'interfaccia utente user-friendly.
Supporta molti dei formati grafici più diffusi, prevedendo anche l'impiego del canale alfa sia per la gestione della trasparenza del testo, che degli elementi grafici e delle immagini. Altre caratteristiche includono il supporto dei colori CMYK, la programmabilità di macro attraverso comandi interni, linguaggio ARexx e script in linguaggio Python.
PageStream è disponibile in più di 20 lingue ed è localizzato in italiano (interfaccia, dizionario e sillabazione).
La stampa è effettuata sia tramite driver di sistema che interni, quali quello Postscript livello 2 che supporta il font embedding (inclusione dei caratteri nel documento) per font TrueType, Type 1 e OpenType, o quello 'bitmap' per la possibilità di indirizzare l'output di stampa in un formato grafico a scelta tra TIFF, JPG, BMP alla risoluzione desiderata.
Il supporto al PDF include la trasparenza, il supporto alla compressione.
Il formato dei file, caratterizzato dall'estensione PGS, è proprietario.
Una menzione merita anche interessante il rapporto costi/prestazioni particolarmente favorevole per un applicativo professionale.